# Boorkern

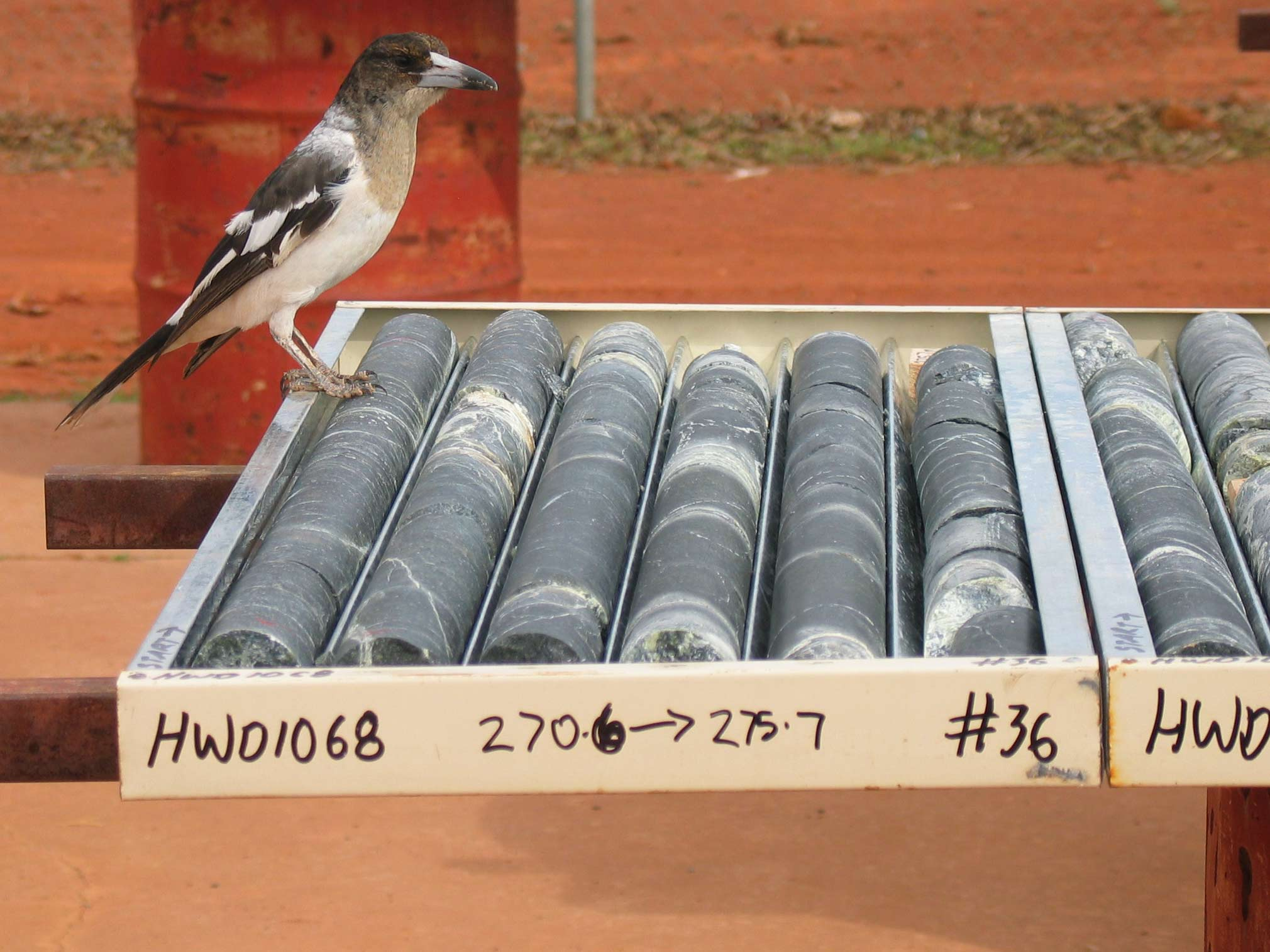
Een aantal boorkernen uit vast gesteente

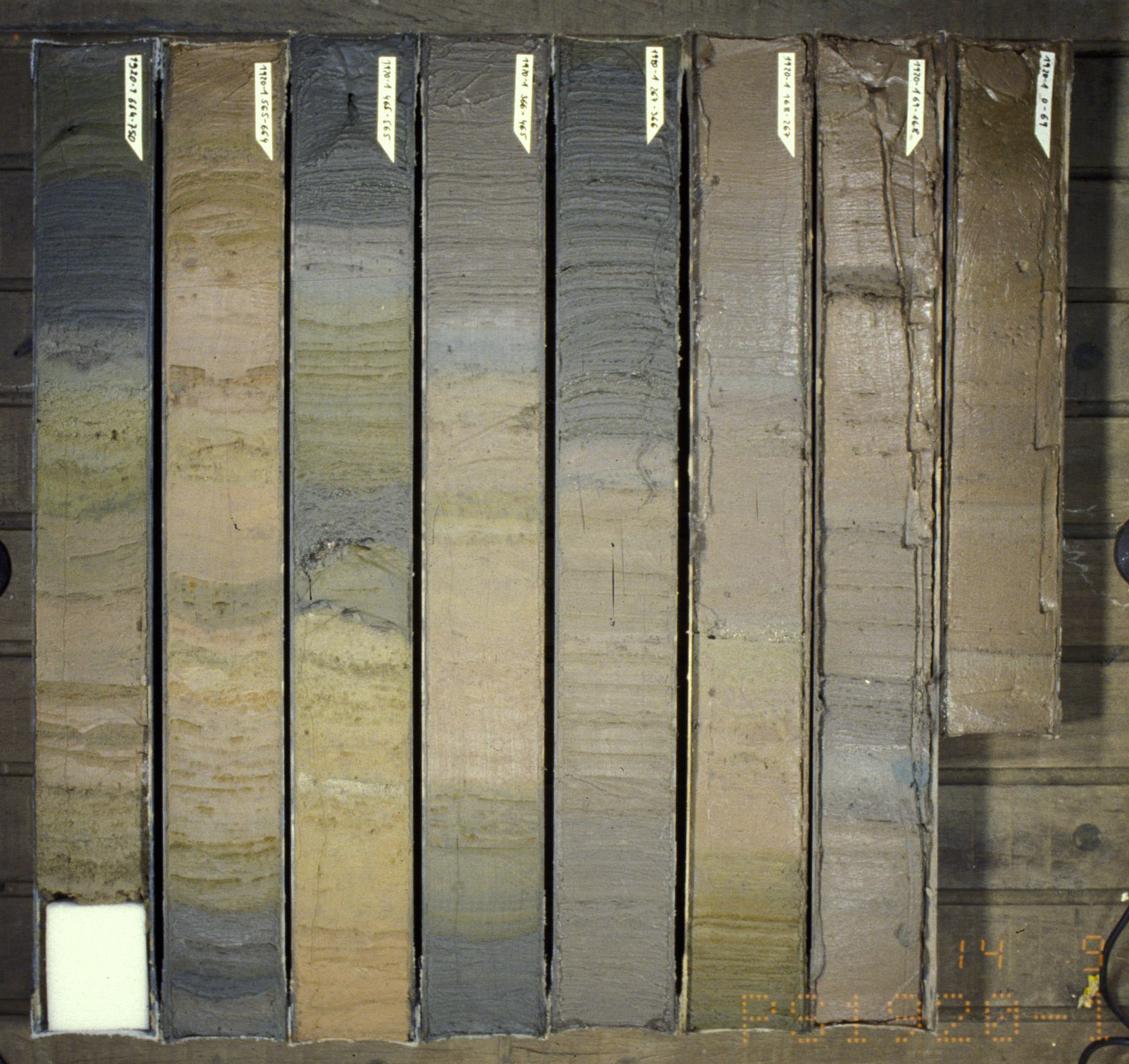
Een aantal overlangs doorgesneden boorkernen uit ongeconsolideerd sediment

Een boorkern is een stuk gesteente dat naar boven wordt gehaald bij een boring in de ondergrond. Boorkernen kunnen afhankelijk van het boorsysteem zowel uit vast gesteente als uit ongeconsolideerd sediment genomen worden.

## Boorproces
Een boorkern wordt genomen door een speciale boorbeitel, met een holle kern. De beitel boort een cilindervormig stuk gesteente uit en de boorkern wordt gevangen gehouden in de holle beitel. Vervolgens wordt het stuk gesteente voorzichtig omhoog gehaald. Een typische lengte van een boorkern bij grote industriële boringen is 9 meter. Bij onderzoeksboringen in ongeconsolideerde sedimenten is 1 à 2 meter normaal. Om langere stukken te kernen, moeten dus verschillende kernen na elkaar genomen worden.
Om de boorbeitel te koelen en eventueel boorgruis af te voeren, moet constant boorvloeistof in het boorgat rondgepompt blijven worden. Het kernen gaat langzaam en het proces is een precisiekarwei. Met name in hardere gesteenten kan het nemen van een kern erg lang duren. Omdat de boorstangen speciaal toegerust moeten zijn op een boorbeitel die kan kernen, kost het nemen van een kern veel tijd voor de boortoren. Hierdoor kan de prijs van een boorkern oplopen tot meer dan een miljoen euro.

## Data
Boorkerndata wordt gebruikt voor geologisch onderzoek van de ondergrond. Zonder boorkernen is niet direct vast te stellen wat voor gesteente men aanboort en om de eigenschappen van het gesteente te testen, alsmede de aanwezigheid van koolwaterstoffen, moet onderzoek gedaan worden aan boorkernen. De porositeit en permeabiliteit van het gesteente worden gemeten, er worden kernplugjes genomen, er wordt een gamma ray langs de kern gelegd en er vindt gedetailleerd sedimentologisch onderzoek aan de kern plaats. Dit is nodig om het afzettingsmilieu van het gesteente vast te stellen en zo meer te weten te komen over de ondergrond. Soms worden ook slijpplaatjes genomen om extra onderzoek te verrichten. Al met al kan het onderzoek naar een kern tot meerdere jaren vergen.